# 本多忠敬 (子爵)

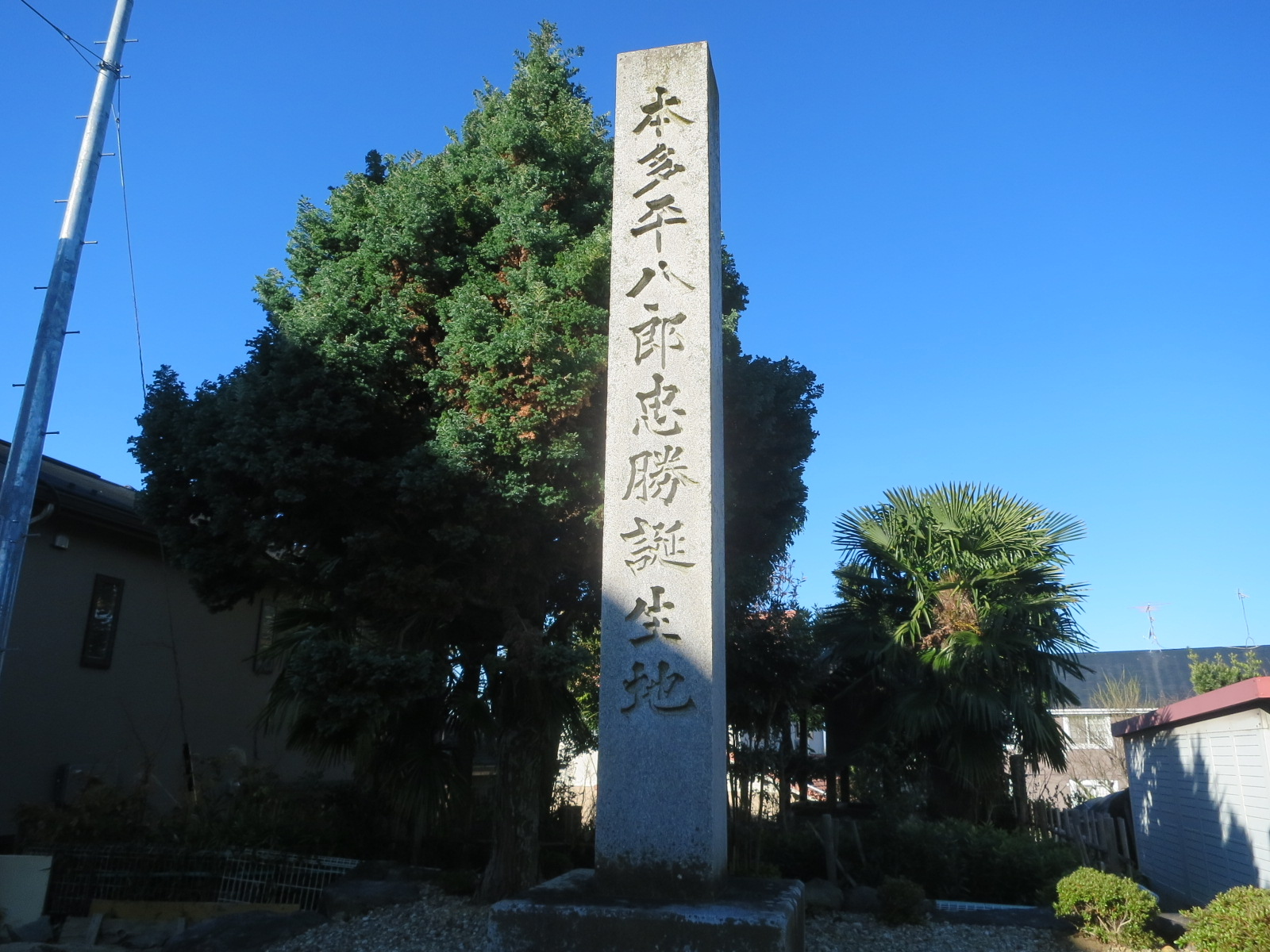
本多忠敬が建てた石碑（岡崎市西蔵前町）

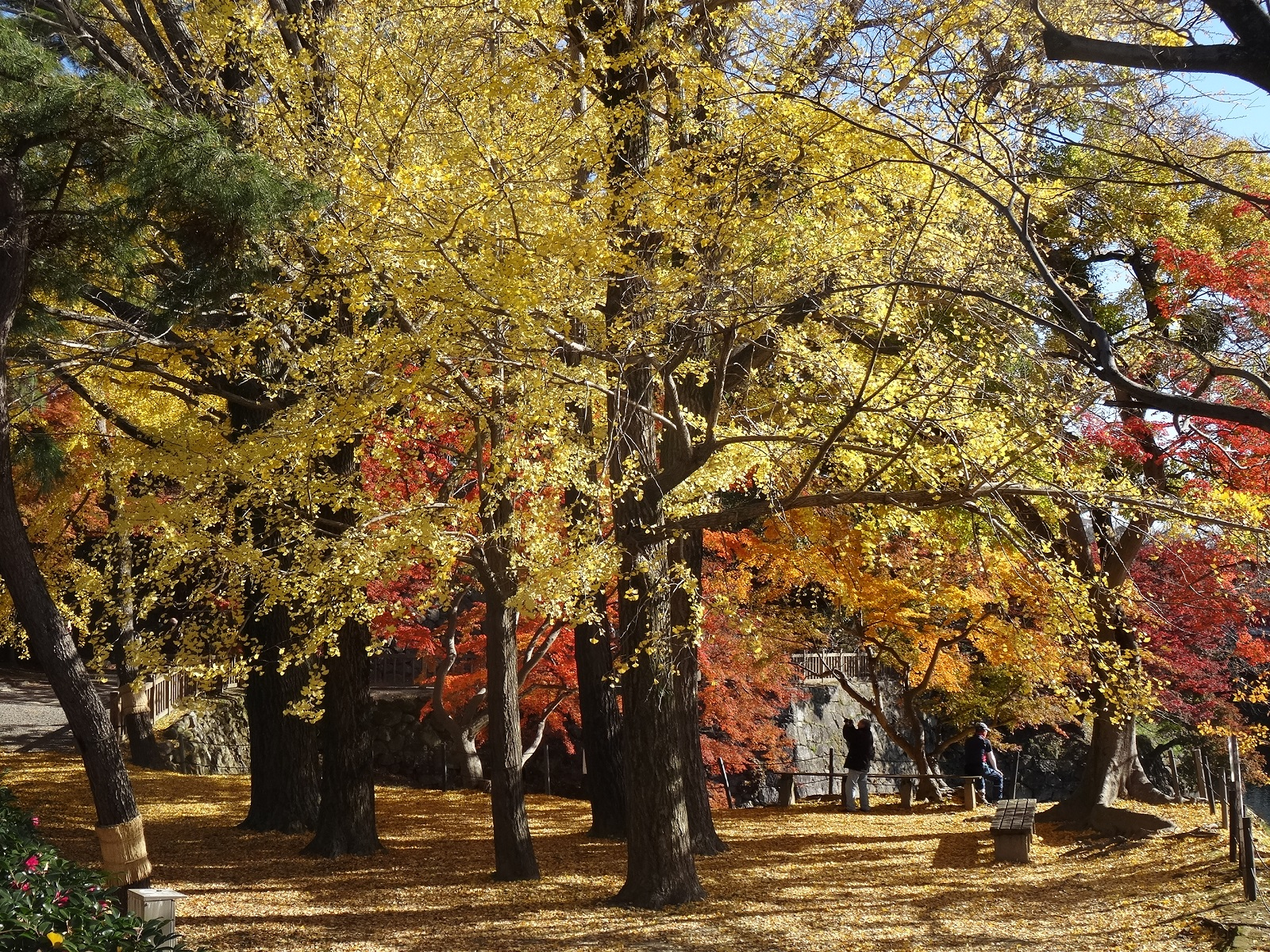
忠敬は1919年に旧岡崎城跡一円を岡崎市に寄付。城跡地は岡崎公園として整備された。

本多 忠敬（ほんだ ただあつ、文久3年10月14日（1863年11月24日） - 1920年6月8日）は、日本の子爵、貴族院議員。岡崎藩最後の藩主・本多忠直が没したのち、本多家家督を継いだ（第17代）。

## 経歴
文久3年10月14日（1863年11月24日）、本多忠胤の長男として生まれる。弟は第2代岡崎市長の本多敏樹。
1880年（明治13年）4月29日、最後の岡崎藩主本多忠直が35歳で死去した。忠敬は本多家の家督を相続する。1884年（明治17年）7月8日、子爵を授けられる。宮内省式部官に就任。
1869年（明治2年）9月に設立されたものの、廃藩置県に伴い2年で廃止された岡崎藩の藩校の允文館（いんぶんかん）と允武館（いんぶかん）の遺志を継ぐべく、教育事業に力を注いだ。本多賞を創設し小中学生の勉学を奨励。1901年（明治34年）4月、東京遊学の子弟のために、本郷森川町の旧藩邸に宿舎「龍城館」と三河郷友会の学生寮舎（三河郷友会学生会館）を提供した。同郷子弟に対し物心両面から援助の功を尽くした。
1904年（明治37年）7月10日からその死去まで貴族院議員を務めた。
1915年（大正4年）4月16日から「家康忠勝両公三百年祭」が開かれる。忠敬は三百年祭の祭主を務め、祭典後に本多忠勝出生の地とされる岩津村大字西蔵前（現・岡崎市西蔵前町）に碑を建立した。
1919年（大正8年）、旧岡崎城跡一円を市民憩いの場として開放するため岡崎市へ寄付。市は11万円余り（県と市で折半）を投じ5か年継続事業により整備につとめ、旧城郭区域を岡崎公園として完成させた。
1920年（大正9年）6月8日、死去。享年56。1961年（昭和36年）7月1日、岡崎市名誉市民に推挙される。

## 栄典
- 1906年（明治39年）12月27日 - 従三位[11]
- 1916年（大正5年）1月10日 - 正三位[12]